# Mai Nakachi
Mai Nakachi (中地 舞, Nakachi Mai, Chiba, 16 december 1980) is een voormalig Japans voetbalster.

## Carrière
Nakachi speelde voor onder meer Nippon TV Beleza.
Zij nam met het Japans vrouwenvoetbalelftal deel aan de Wereldkampioenschappen in 1999 en 2003, maar zij kwam tijdens dit toernooi niet in actie.

## Statistieken
| Japans vrouwenvoetbalelftal | Japans vrouwenvoetbalelftal | Japans vrouwenvoetbalelftal |
| Jaar                        | Wed.                        | Dlp.                        |
| --------------------------- | --------------------------- | --------------------------- |
| 1997                        | 2                           | 0                           |
| 1998                        | 5                           | 0                           |
| 1999                        | 3                           | 0                           |
| 2000                        | 1                           | 0                           |
| 2001                        | 8                           | 0                           |
| 2002                        | 5                           | 0                           |
| 2003                        | 5                           | 0                           |
| 2004                        | 0                           | 0                           |
| 2005                        | 0                           | 0                           |
| 2006                        | 0                           | 0                           |
| 2007                        | 0                           | 0                           |
| 2008                        | 1                           | 0                           |
| Totaal                      | 30                          | 0                           |